# Miszki
Miszki (oroszul: Мыски) város Oroszország Kemerovói területén. A novokuznyecki agglomeráció része.
Népessége: 43 038 fő (a 2010. évi népszámláláskor).

## Elhelyezkedése
A Kemerovói terület déli részén, a Kuznyecki-medence nehézipari központjától, Novokuznyecktől autóúton 50 km-re keletre, Mezsdurecsenszktől 20 km-re nyugatra, a Tom és bal oldali mellékfolyója, a Mrasszu (vagy Mrasz-Szu) találkozásánál helyezkedik el. Vasútállomás a Novokuznyeck–Mezsdurecsenszk–Abakan nyugat–keleti irányú vonalon.

## Története
Korábbi évszázadokban a Mrasszu és a Kondoma völgyét sórok lakták. A mai város helyén az 1770-es években keletkezett sór település (ulusz), melyet 1826-ban az orosz iratokban Miszkinek neveztek el. A név a мыс ('fok') szóból keletkezett, ami a két folyó által közrezárt nyíl alakú területre utal. A falu 1926–1939 között a Sór-hegyvidéki 
nemzeti járás központja, 1939–1956 között a Miszki járás székhelye volt. 1956-ban a járás közigazgatási önállóságát felszámolták.. 
A körzetben 1948-ban kezdték meg a szénbányászatot és a tajgában a fakitermelést. 1952-ben fafeldolgozó kombinátot alapítottak. 1952 végén született határozat a Tom mentén tervezett nagy hőerőmű építéséről, és az építkezés közben, 1956-ban Miszki városi rangot kapott. A hőerőmű első 100 MW-os blokkja 1958-ban kezdte meg a termelést, az utolsó 1965-ben. Napjainkban is ez a Kemerovói terület legnagyobb teljesítményű, széntüzelésű hőrőműve (1345 MW). 
A város körzetében kiépített nagy kiterjedésű külszíni szénbánya (Szibirga) 1971-ben adott először szenet, és 1974 végén nyitották meg a központi szénfeldolgozó üzemet (széndúsítót), mely még a 2010-es években is az egyik legnagyobbnak számított a térségben. A Tom-uszai hőerőmű mellett ez a másik jelentős ipari létesítmény, amely a város gazdaságának alapja. 